# Amerikai álomlány
Az Amerikai álomlány (eredeti cím: Mistress America) 2015-ben bemutatott amerikai filmvígjáték, amelyet Noah Baumbach rendezett.
A forgatókönyvet Noah Baumbach és Greta Gerwig írta. A producerei Noah Baumbach, Scott Rudin, Lila Yacoub, odrigo Teixeira és Greta Gerwig. A főszerepekben Greta Gerwig, Lola Kirke, Heather Lind, Cindy Cheung és Jasmine Cephas Jones láthatók. A film zeneszerzői Dean Wareham és Britta Phillips. A film gyártója az RT Features, forgalmazója a Fox Searchlight Pictures.  Amerikában 2015. augusztus 14-én mutatták be a mozikban.

## Szereplők
| Szereplő | Színész              | Magyar hang        |
| --- | -------------------- | ------------------ |
| Brooke | Greta Gerwig         | Ruttkay Laura      |
| Tracy | Lola Kirke           | Kelemen Kata       |
| Mamie-Claire | Heather Lind         | Sipos Eszter Anna  |
| Karen | Cindy Cheung         | Köves Dóra         |
| Nicolette | Jasmine Cephas Jones | Csifó Dorina       |
| Tony | Matthew Shear        | Baráth István      |
| Tracy anyja | Kathryn Erbe         | Götz Anna          |
| Dylan | Michael Chernus      | Hajdu Steve        |
| Anna | Rebecca Naomi Jones  | Kisfalvi Krisztina |
| Ruth | Shana Dowdeswell     | Laudon Andrea      |
| Kareem | Kareem Williams      | Welker Gábor       |
| Harold | Dean Wareham         | Holl Nándor        |
| További magyar hangok |                      |                    |
| Bach Kata, Bárány Virág, Berkes Bence, Berkes Boglárka, Czifra Krisztina, Erdélyi Mari, Faragó Fanni, Fehér Péter, Halász Aranka, Juhász György, Lázár Erika, Lipcsey Colini Borbála, Martin Adél, Sörös Miklós, Tamási Nikolett |                      |                    |